# Helvetica
Helvetica és un tipus de lletra de pal sec (Classif. Vox: Lineale B Neo-Grotesque) dissenyada per Max Miedinger per a la foneria de tipografies Haas'sche Schriftgießerei.

## Història
La història de com l'Helvetica va arribar a ser el que és avui no està clara del tot. Es diu que Eduard Hoffmann, l'amo de la foneria Haas, volia fer una versió moderna d'Akzidenz Grotesk, una lletra de pal sec alemanya del segle xix, i el seu mètode va ser simplificar-la i netejar-la. Va ser Max Miedinger qui va traçar els dibuixos de l'Helvetica, tot i que el paper de Hoffmann va ser molt important en el seu disseny. Es pot dir que va ser un producte compartit entre Miedinger i Hoffman. Ni Hoffman ni Miedinger podien produir una tipografia sols.
L'any 1956, Max Miedinger rep l'encàrrec d'Eduard Hoffmann (Foneria Hass) de modernitzar l'estil d'una tipografia de pal sec. La tipografia era la Haas Grotesk i es basava en Akzidenz Grotesk de la Foneria Berthold de finals del segle xix. Miedinger la va transformar en la Neue Haas Grotesk.
Del 1957 al 1961 la tipografia conserva el nom del disseny de Miedinger, però en prendre la Foneria Stempel els drets dels dissenys originals, Miedinger desenvolupa una sèrie completa de pesos, i l'anomena com a Helvetica (adaptació d'Helvetia, el nom llatí de Suïssa) i el llança comercialment per fer-se un lloc entre les tipografies més utilitzades de la història.
L'Helvetica era propietat de Haas, que alhora era propietat de la fundació Stempel, que alhora era propietat de Linotype, que és la que actualment té la propietat de l'Helvetica. El director de màrqueting de Stempel tenia la idea de donar-li un nom millor perquè Neue Haas Grotesk no sonava gairebé per a una tipografia que s'intentaria vendre als Estats Units.
Stemple va suggerir el nom d'Helvetia. Helvetia és el nom llatí de Suïssa. Hoffmann va proposar Helvetica, ja que creia que no es podia donar a una tipografia el nom d’un país. Així que l'Helvetica es va introduir definitivament al mercat amb aquest nom, i va triomfar entre els dissenyadors, especialment en les identitats corporatives.
Logotips de marques com American Airlines, Jeep, Sears, Bmw, Toyota, Aprilia, Kawasaki, Tupperware, Nestle, Lufthansa, Saab, The North Face... entre molts d'altres estan basats en l’Helvetica.
L'Helvetica va «fer eclosió» definitivament quan va ser incorporada com la tipografia per defecte en els primers ordinadors Apple Macintosh. Tot el que puja baixa, i aviat va començar el seu declivi. La imatge de l'Helvetica com a tipografia corporativa, la va fer ser anomenada la tipografia del capitalisme.
Semblava que l'Helvetica s'havia utilitzat i reutilitzant tant i s'associava a molts conceptes dolents, com el capitalisme, alhora era senzilla i ordenada com un exèrcit i la majoria de rètols amb ordres directes la utilitzaven. Als anys 70 especialment a Nord-amèrica, es va començar a notar una reacció en contra i va sorgir un corrent en contra del seu ús. “ABH” (Anything But Helvetica) Qualsevol cosa menys Helvetica.
En el període postmodernista els dissenyadors trencaven motlles. Volien escapar de la tipografia ordenada, neta i suau, de l'ordre que tenia tot i produir alguna cosa amb vitalitat. Que una cosa sigui llegible, no vol dir que comuniqui i que alguna cosa comuniqui no vol dir que sigui llegible. Així i tot, després de cinquanta anys és de les poques fonts àmpliament usades.
Lars Müller s'atreví a anomenar-la el perfum de la ciutat, ja que és una cosa que normalment no notem, però que trobaríem a faltar si no hi fos.

## Característiques
L'Helvetica va significar un gran pas en la tipografia del segle xix. Era una mica més mecànica, allunyant-se dels detalls manuals. És una tipografia neutral, el significat està en el text i no en la tipografia. És per això que va agradar molt als dissenyadors dels anys seixanta.
La podríem definir com una tipografia no expressiva, moderna i molt clara.
L'Helvetica és una tipografia que va ser generada pel desig d’una millor llegibilitat, i compleix perfectament el seu objectiu. Té un balanç perfecte entre les seves lletres.
Una de les seves característiques principals són els acabats horitzontals de les a, c, e i g minúscules. Tota l'estructura està basada en aquests talls horitzontals dels terminals.

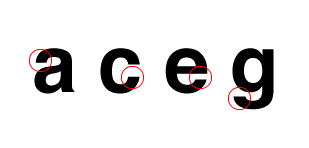
Talls horitzontals característics de l'Helvetica

Tot gira al voltant de la interrelació entre la forma negativa, la relació figura-base, les formes entre caràcters i dins dels mateixos amb el negre, amb la superfície entintada.

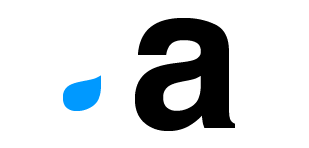
Els espais interiors com els exteriors es van tenir molt presents

Es va posar molta atenció al fons, pel que l'espai entre caràcters sosté les lletres. És impossible imaginar alguna cosa movent-se, és molt sòlida. Cada lletra està en una matriu poderosa d’espai que l'envolta.

## La pel·lícula
Quantes fonts tipogràfiques han inspirat una pel·lícula? L'Helvetica ho ha fet i a més amb molt d'èxit. Helvetica és una pel·lícula documental independent sobre la tipografia i el disseny gràfic inspirada en l'Helvetica. Dirigida per Gary Hustwit, va ser estrenada el 2007 per a coincidir amb el 50 aniversari de la seva introducció, l'any 1957. És la història de la tipografia barrejada amb entrevistes a dissenyadors coneguts com a Wim Crouwel, Michael Bierut, Erik Spiekermann i Massimo Vignelli.
L'Helvetica és sens dubte una de les tipografies més utilitzades en tot el món. Es troba en milers d'aplicacions al nostre voltant. Ho podem veure de forma clara en un dels tràilers de la pel·lícula trailer.

## Exposicions
Entre el 2 de desembre de 2009 i el 7 de març de 2010 el Disseny Hub Barcelona li va dedicar l'exposició Helvetica. Una nova tipografia? La mostra, organitzada i produïda pel DHUB amb la col·laboració de la Fundació Comunicació Gràfica (FGC), s'aproximava a la font creada l’any 1957 pel tipògraf suís Max Miedinger.
L'exposició incloïa una cronologia de la implantació de l’Helvetica al llarg dels darrers cinquanta anys per ajudar a entendre el seu paper en la història del disseny: els seus precedents i la seva influència posterior. El recorregut expositiu s'iniciava amb una selecció de treballs locals en què es podia admirar el disseny de gran qualitat de peces actuals i del passat que tenen com a denominador comú l’ús de l’Helvetica.
S'hi podien contemplar peces de joves dissenyadors i estudis consolidats, com ara David Ruiz, Pablo Martín i l'estudi Lo Siento, entre d'altres. O bé obres dels dissenyadors locals que van ser pioners en el seu bon ús com Ricard Giralt Miracle, Josep Pla-Narbona i Enric Satué.